# Myrbein
Myrbein was een Zweedse avant-garde rockgroep. De groep was rond 1980 actief, en bracht één album uit.
Het trio Myrbein ontstond in 1977 in Östersund. De naam betekent "mierenbeen" in het lokale dialect. De groep bestond uit drummer Anders Lönnkvist, bassist Johan von Sydow en gitarist en keyboardspeler Bosse Lindberg. Myrbein bleef aanvankelijk lokaal spelen en bracht vooral covers van onder meer King Crimson en 801, en liet zich inspireren door groepen als Henry Cow of het Zweedse Samla Mammas Manna. Na een jaartje begon de groep zijn eigen stijl te ontwikkelen en eigen avant-garde nummers te maken. Men kreeg ook een optreden van een half uur op een lokaal radiostation. In 1979 vervoegde ook Mats Krouthén de groep als keyboardspeler, klarinettist en zanger. Een concert dat in de herfst werd opgenomen werd naar het nationaal radioprogramma Tonkraft gestuurd.
In 1980 kon de groep verscheidene keren elders in het land spelen, en componeerde men nog meer materiaal. Uiteindelijk bracht men in februari 1981 een elpee uit, Myrornas Krig, wat staat voor Mierenkrijg, zoals op de albumhoes te zien is, maar wat ook Zweeds is voor ruis. Het album verscheen in eigen productie, in een oplage van 1000 exemplaren. De band hield daarna een korte tournee door het land, maar na nog wat samenspelen hield men het daarna voor bekeken. Er volgde nog een korte reünie op Kerstmis 1985. In 1993 werd het album geremasterd op cd opnieuw uitgebracht bij het Zweedse onafhankelijk label Ad Perpetuam Memoriam.